# Si lo sé no vengo
Si lo sé, no vengo va ser un programa concurso emès, inicialment, els dijous a la nit que, posteriorment, va passar a la tarda dels diumenges per Televisió Espanyola (TVE 1) entre 1985 i 1988. Presentat per Jordi Hurtado i copresentat en la seva primera etapa per Virginia Mataix, també intervenien Juanjo Cardenal i com a hostesses Jair Pont, Elena, i Janine. El creador i director del programa era Sergi Schaaff.

## Desenvolupament del programa
El concurs consistia a superar proves, la majoria de les vegades en to humorístic, mentre la veu en off de Juanjo Cardenal feia preguntes al concursant, amb la dificultat que les preguntes arribaven al mateix temps que el concursant anava fent les proves que a poc a poc s'anaven acumulant unes després de les altres, i només tenia uns segons per a pensar la resposta i donar-la mentre continuava fent les proves, provocant l'estrès del concursant. Amb cada prova superada i pregunta contestada correctament, el concursant acumulava quilòmetres que, una vegada finalitzat el concurs, podia canviar per un viatge equivalent en quilòmetres a la quantitat aconseguida, per ell, durant el joc.
L' "agosarat concursant" era portat al començament del concurs a una estrada pels forçuts González y González, al qual havia de tornar cada vegada que finalitzava amb èxit alguna de les proves. En les primeres temporades es realitzaven dues rondes de 12 minuts en aquest estil, en les quals cada prova atorgava 1.000 km i cada pregunta 10.000 pessetes, mentre que en l'última etapa es realitzava una única ronda de 18 minuts, a 2.000 km cada prova i 10.000 pessetes cada pregunta.
L'última prova del programa era "Doble o meitat" en la qual el concursant podia aconseguir el doble de quilòmetres i diners, si superava la prova i contestava correctament a una pregunta, o bé quedar-se amb la meitat del guanyat. La prova era opcional. Consistia en una nova ronda de proves, amb la particularitat que se li mostraven al concursant totes les proves abans de començar el temps, i després durant un temps de 5 minuts, havia d'anar fent les proves una per una. Quan sentís el senyal acústic, havia d'abandonar immediatament el que estigués fent i tornar corrent a l'estrada, i d'aquí triar una prova diferent per a continuar treballant-hi fins al següent senyal acústic. Guanyaria si completava totes les proves abans d'acabar el temps.
Al final, se li mostrava un mapamundi al concursant amb la zona més àmplia coberta pels quilòmetres aconseguits. El concursant tenia dret a un viatge d'anada per a fins al total màxim de quilòmetres amb totes les despeses pagades per a ell només, o bé dividir els quilòmetres entre el total d'acompanyants que desitgés per al viatge, per exemple si aconseguia 1000 km, tenia dret a un viatge a aquests 1000 quilòmetres de distància per a ell sol, o un viatge de 500 km per a dues persones, o un de 250 km per a quatre, etc. A més, si desitjava un viatge d'anada i tornada, havia de dividir entre dos els quilòmetres.
Després d'aquesta prova, hi havia un joc final en el qual el concursant podia guanyar premis addicionals. El primer joc consistia a llançar un dard a una ruleta giratòria que es clavaria en un número concret. En obrir la casella corresponent al número es revelaria un color que corresponia amb un premi. El pitjor era el color negre que donava el pitjor premi del programa, un televisor en blanc i negre, mentre que el blanc atorgava un premi econòmic milionari que anava acumulant-se en un pot segons s'anaven obrint les caselles.
En l'última etapa el premi es va canviar per una ruleta lluminosa amb un polsador que el concursant havia d'accionar. En la ruleta estaven els números del 0 al 9, mentre a dalt hi havia un marcador amb una xifra que aniria emplenant-se amb les xifres que apareguessin il·luminades quan el concursant accionava el polsador i es parava de moure la llum. El programa regalava els tres primers zeros, i havia d'accionar la ruleta tres vegades intentant parar-la sempre en el 9 o almenys en la xifra més alta, començant per les unitats de miler, després desenes de miler i finalment les centenes de miler. A cadascuna, la ruleta anava cada vegada més ràpida. Així, la xifra podia pujar fins a 999.000 pessetes, o xifres inferiors si els números eren més baixos o fins i tot zeros a l'esquerra.